# توم غيليز
توم غيليز (بالإنجليزية: Tom Gillies)‏ هو لاعب كرة قدم أسترالية أسترالي، ولد في 7 مارس 1990 في ترارالغون في أستراليا.

## وصلات خارجية
- توم غيليز على موقع AustralianFootball.com (الإنجليزية)
- توم غيليز على موقع AFLtables.com (الإنجليزية)